# Dogū

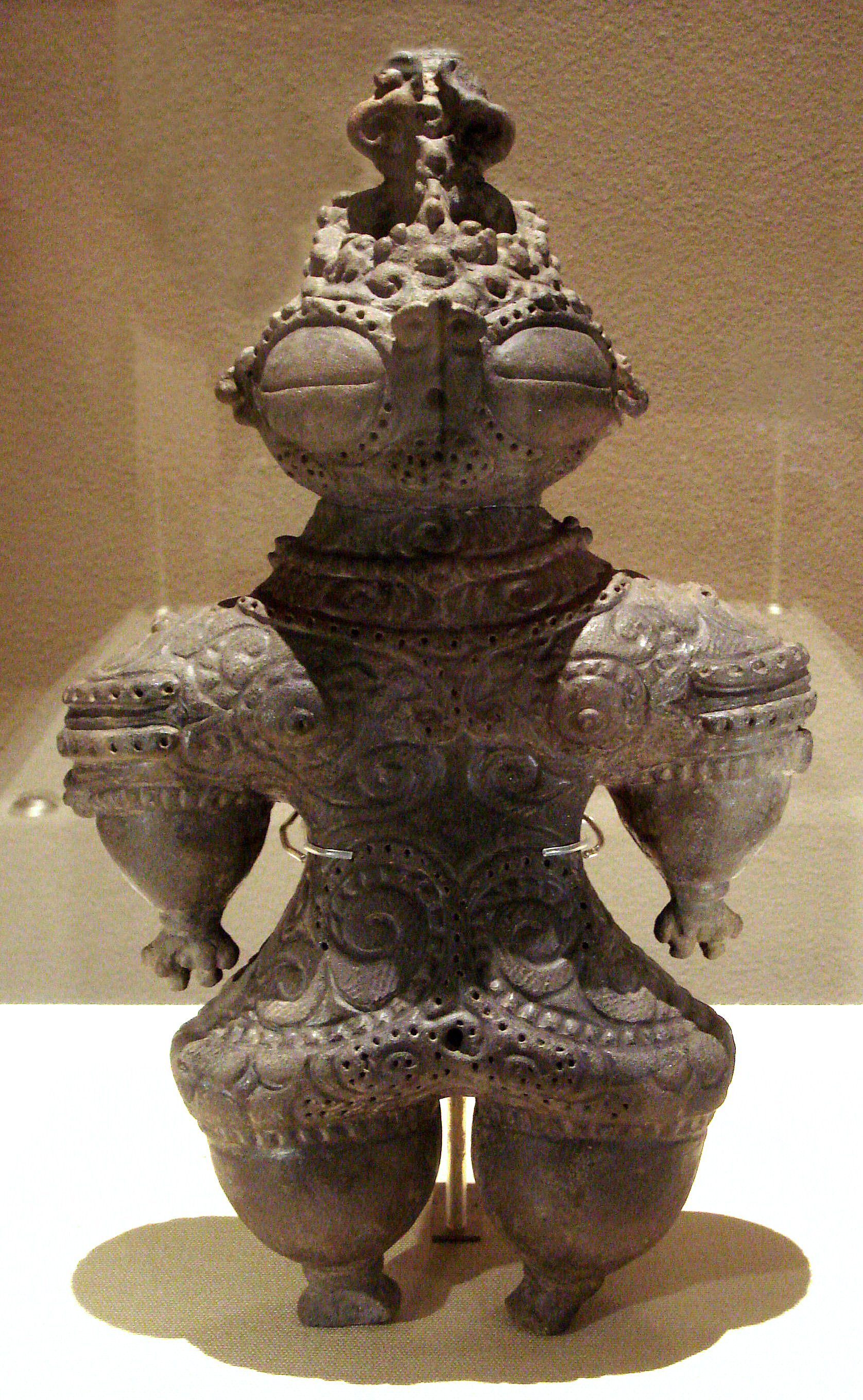
Figurină dogū de la situl arheologic Ebisuda din Tajiri, Prefectura Miyagi, datând dom aproximativ 1000 î.e.n. - 400 î.e.n.

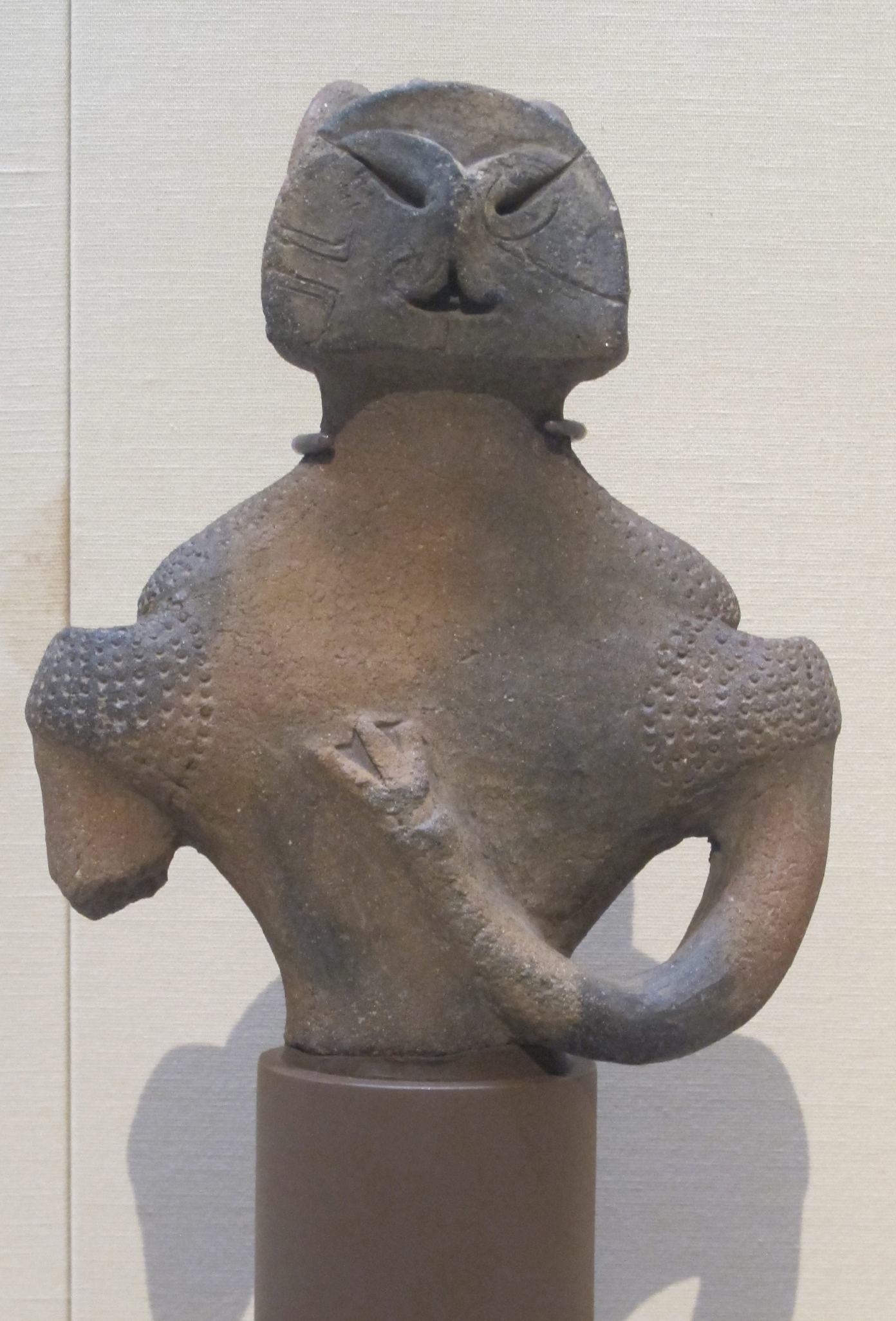
O caracteristică comună pentru majoritatea acestor figurine este fața lată, mâinile mici și corpurile solide. Ochii alungiți și gura îi crează figurinei din imagine un aspect mosterios. De asemenea, pe umerii ei au fost făcute puncte cu un bețișer de bambus în timp ce figurina încă mai era umedă

Dogūrile (nume scris și dogu; în japoneză 土偶 [doɡɯː], însemnând „figură de pământ”) sunt mici figurine antropomorfe și zoomorfe care au fost produse la sfârșitul perioadei preistorice japoneze Jōmon (14.000 î.e.n. - 400 î.e.n.). Dogurile provin exclusiv din timpul perioadei Jōmon, în următoarea perioadă (Perioada Yayoi) nemaiconfecționându-se. Dogurile au fost realizate în multe stiluri, depinzând de locuitorii zonelor din această perioadă. Conform Muzeului Național de Istorie Japoneză, numărul total de doguri care au fost descoperite de-a lungul Japoniei este de aproximativ 15.000. Ele au fost confecționate în toată Japonia, exceptând Prefectura Okinawa.